# Jataúba
Jataúba este un oraș în Pernambuco (PE), Brazilia.